# Marian Rada
Marian Rada (n. 14 mai 1960, București) este un antrenor român de fotbal, care a ocupat în mai multe rânduri postul de antrenor la Rapid București.

## Cariera de jucător
Rada și-a început cariera de jucător în Liga a II-a în 1981, pentru Rocar București. El a petrecut 2 sezoane în Liga a II-a, după care s-a transferat la Rapid București, unde a avut mare succes. Dupa 3 ani petrecuți în Liga I, s-a transferat la Universitatea Craiova. El s-a întors la Rapid în 1987, pentru 4 ani, unde a mai jucat pentru 4 ani, după care s-a retras.

## Cariera de antrenor
În 1991, după ce s-a retras, și-a început o nouă carieră, cea de antrenor. După 3 ani de pregătire, a început ca antrenor secund la Rapid București. În martie 2006 a primit Medalia „Meritul Sportiv” clasa a II-a din partea președintelui României de atunci, Traian Băsescu, deoarece a fost antrenorul secund al echipei FC Rapid București care a obținut calificarea în sferturile Cupei UEFA 2005-2006.
În 2008 a fost instalat ca antrenor principal, după care a petrecut niște ani slabi, niște ani buni, dar a continuat să antreneze echipa.

## Legături externe
- Marian Rada la romaniansoccer.ro